# فرنسيس بيلامي
فرنسيس بيلامي (31 ديسمبر 1909 في نيوزيلندا - 19 يونيو 1969) (بالإنجليزية: Francis Bellamy)‏ هو لاعب كريكت نيوزلندي.

## وصلات خارجية
- فرنسيس بيلامي على موقع إي آس بي آن كريك إنفو (الإنجليزية)